# Philonotis scabrifolia
Philonotis scabrifolia là một loài rêu trong họ Bartramiaceae. Loài này được Hook. f. & Wilson Braithw. mô tả khoa học đầu tiên năm 1893.